# Distretto di Vezirköprü
Il distretto di Vezirköprü (in turco Vezirköprü ilçesi) è uno dei distretti della provincia di Samsun, in Turchia.